# Nørre Jernløse Sogn
Nørre Jernløse Sogn er et sogn i Holbæk Provsti (Roskilde Stift).
I 1800-tallet var Kvanløse Sogn anneks til Nørre Jernløse Sogn. Begge sogne hørte til Merløse Herred i Holbæk Amt. Nørre Jernløse-Kvanløse sognekommune blev senere delt, så hvert sogn blev en selvstændig sognekommune. Ved kommunalreformen i 1970 blev  både Nørre Jernløse og Kvanløse indlemmet i Jernløse Kommune, der ved strukturreformen i 2007 indgik i Holbæk Kommune.
I Nørre Jernløse Sogn ligger Nørre Jernløse Kirke.
I sognet findes følgende autoriserede stednavne:
- Bankehuse (bebyggelse)
- Boholm (bebyggelse)
- Dortheaslyst (ejerlav, landbrugsejendom)
- Dramstrup (bebyggelse, ejerlav)
- Hanerup (bebyggelse, ejerlav)
- Kobbelhuse (bebyggelse)
- Kræmmerstenshuse (bebyggelse)
- Nørre Jernløse (bebyggelse, ejerlav)
- Nørup (bebyggelse, ejerlav)
- Regstrup (bebyggelse, ejerlav) og stationsby
- Østergårde (bebyggelse)